# Katharina von Nassau (Äbtissin)
Katharina  von Nassau (* im 13. Jahrhundert; † 29. April 1304) war Äbtissin im Kloster Altenberg in Mittelhessen.

## Leben

### Herkunft und Familie
Katharina von Nassau wurde als Tochter des Grafen Heinrich II. von Nassau und dessen Gemahlin Mathilde von Geldern und Zütphen geboren und wuchs zusammen mit ihren Geschwistern
- Ruprecht († 19. September vor 1247, Ritter des Deutschen Ordens)
- Walram II. (* um 1220; † 24. Januar 1276), Nachfolger seines Vaters, Begründer der walramischen Linie von Nassau.
- Otto I. († zwischen 3. Mai 1289 und 19. März 1290), Nachfolger seines Vaters, Begründer der ottonischen Linie von Nassau.
- Heinrich († 28. Mai nach 1247, Mönch im  Kloster Arnstein)
- Elisabeth (* um 1225; † nach 6. Januar 1295, ⚭ Gerhard III. von Eppstein († 1252))
- Gerhard († zwischen 7. April 1312 und 20. September 1314, Domherr zu Lüttich)
- Johann († 13. Juli 1309 in Deventer,  Elekt des Hochstifts Utrecht)
- Jutta († 1313,  ⚭ um 1260 Johann I. von Cuijk († 13. Juli 1308))  und
- Irmgard († 1. August 1297,   Äbtissin in Altenberg)

auf.
Der deutsche König Adolf von Nassau war ihr Neffe.

### Wirken
Katharina war bereits mehrere Jahrzehnte als Prämonstratenserin im Kloster Altenberg tätig, als sie 1298 Nachfolgerin der Seligen Gertrud von Altenberg, Tochter der Heiligen Elisabeth von Thüringen, als Meisterin (Äbtissin) des Konvents wurde. Unter ihrer Leitung wurde das Kloster zum Hauskloster der ottonischen Linie des Hauses Nassau.
Belegt ist, dass sich in der Bücherei des Klosters Ilbenstadt ein Textbuch (Psalterium Nr. 86, HS 2230, Psalterium und Diurale, Mittelrhein, um 1250) befindet, das als Zweitbesitzerin Katharinas Handschrift trägt und wohl aus dem Kloster Altenberg nach dort gelangt ist.